# 夢★夢Engine!
『夢★夢 Engine!』（ゆめゆめ エンジン!）とは、2011年4月10日から2017年3月26日まで毎週日曜日未明（土曜日深夜）に、TBSラジオで放送されていた、サイエンストーク番組である。全国各地のJRN系ラジオ局数局に異なる日時でネットされていた。
毎回科学分野のエキスパート一人を迎えたトークを中心としている。

## パーソナリティ
- 松尾貴史
- 加藤シルビア（TBSアナウンサー、2012年10月7日 - 2017年3月26日）
- 岡村仁美（TBSアナウンサー、2011年4月10日 - 2012年9月30日）

## ネット局
2017年1月現在
- TBSラジオ（制作局）★
- ABS 秋田放送 毎週日曜 17:00 - 17:30
- YBC 山形放送 毎週土曜 18:15 - 18:45（2015年10月1日ネット再開、2014年10月5日 - 2015年3月29日は毎週日曜 16:30 - 17:00、2015年10月1日 - 2016年3月24日は毎週木曜 21:00 - 21:30）
- YBS 山梨放送 毎週日曜 23:00 - 23:30（2014年3月30日まで毎週日曜 16:30 - 17:00）
- MRO 北陸放送 毎週日曜 21:30 - 22:00（2016年10月2日ネット開始）
- FBC 福井放送 毎週土曜 18:00 - 18:30（2015年4月5日ネット再開、2013年9月29日までは毎週日曜 20:00 - 20:30、2015年4月5日 - 12月27日は毎週日曜 9:00 - 9:30、2016年1月3日 - 3月27日は毎週日曜 16:30 - 17:00、4月4日 - 9月19日は毎週月曜 19:00 - 19:30）
- SBS 静岡放送 毎週土曜 16:30 - 17:00（2015年3月28日までは毎週土曜 18:00 - 18:30）
- ABC 朝日放送 毎週日曜 22:00 - 22:30（2014年3月29日までは毎週土曜 25:00 - 25:30、2014年10月5日から2015年3月29日までは毎週日曜 23:00 - 23:30）[1]
- WBS 和歌山放送 毎週日曜 0:30 - 1:00（土曜 24:30 - 25:00）★
- RCC 中国放送 毎週日曜 22:25 - 22:55（2017年1月1日からネット再開、2014年3月30日までは毎週日曜 5:00 - 5:30）
- KRY 山口放送 毎週日曜 22:00 - 22:30（2016年9月25日までは毎週日曜 21:00 - 21:30）
- RKC 高知放送 毎週日曜 23:00 - 23:30（2014年3月24日までは毎週月曜 23:00 - 23:30、2014年9月22日までは毎週月曜 19:30 - 20:00）
- RKK 熊本放送 毎週日曜 9:00 - 9:30（2016年4月3日ネット再開、2013年3月31日までは毎週日曜 20:30 - 21:00、2015年4月5日 - 2015年8月23日は毎週日曜 9:00 - 9:30）

★…「週刊デジタリアン」の後番組としてネット

### 過去のネット局
- IBC IBC岩手放送 毎週土曜 18:00 - 18:30（2015年4月4日 - 9月26日、2016年4月2日 - 9月24日）
- BSN 新潟放送 毎週月曜 20:30 - 21:00
- KNB 北日本放送 毎週土曜 20:30 - 21:00（一度打ち切られたが2014年4月にネット再開、9月28日に再び打ち切り）
- CBC CBCラジオ 毎週日曜 19:30 - 20:00（2015年3月29日までは毎週日曜 23:00 - 23:30、2015年4月4日 - 9月27日、2016年4月2日 - 9月25日は毎週日曜 19:30 - 20:00）
- BSS 山陰放送 毎週水曜 23:30 - 24:00（- 2014年3月26日）
- RSK 山陽放送 毎週日曜 9:00 - 9:30★（- 2016年3月27日。2014年3月25日まで毎週火曜 23:30 - 24:00、2015年3月27日までは毎週金曜 23:30 - 24:00）
- JRT 四国放送 毎週月曜 18:30 - 19:00（2015年3月30日 - 2015年9月21日、2016年3月28日 - 9月19日）
- RNB 南海放送 毎週日曜 20:00 - 20:30（- 2014年9月28日、2014年3月27日まで毎週木曜 23:00 - 23:30）
- NBC 長崎放送 毎週月曜 18:30 - 19:00
- OBS 大分放送 毎週日曜 14:00 -14:30★（2015年4月5日 - 2015年9月27日、2014年9月28日までは毎週日曜 16:30 - 17:00）
- MRT 宮崎放送 毎週月曜 21:00 - 21:30（- 2013年9月23日）
- MBC 南日本放送 毎週日曜 23:15 - 23:45（開始時期不明 - 2013年12月29日）